# 자렁
자렁(광둥어: 炸兩, 월병: zaa3 loeng2, 중국어 간체자: 炸两, 정체자: 炸兩, 병음: zháliǎng 자량[*], 한자음: 작량)은 중국 광둥과 홍콩의  음식이다. 청판과 비슷하게 쌀로 만든 얇은 피에 소를 말아 만드는데, 소가 유탸오(광둥어: 야우자과이)이다. 보통 간장을 붓고 참깨를 뿌려 내며, 죽이나 더우장과 함께 먹는다. 죽집이나 다이파이동 등에서 아침으로 파는 경우가 많으며, 딤섬 집에서 팔기도 한다.

## 같이 보기
- 청판